# Campo Tizzoro
Campo Tizzoro (già Campo di Zoro) è una frazione posta sulla Montagna Pistoiese, nel comune di San Marcello Piteglio in provincia di Pistoia.

## Storia
Campo Tizzoro è ricordato per la battaglia di Pistoia del 62 a.C. Questa battaglia rappresenta l'evento conclusivo della congiura di Catilina e vide contrapposte le legioni guidate dal luogotenente del console Gaio Antonio Ibrida, Marco Petreio all'esercito di Catilina. La vittoria delle truppe regolari fu schiacciante e Catilina e gran parte dei suoi fedeli trovarono la morte.
Il paese lega la sua storia agli stabilimenti industriali che vi vengono impiantati nel 1910 dalla Società Metallurgica Italiana per la produzione di cartucce: la loro nascita segna anche la creazione del nuovo nucleo urbano prima inesistente.
Il paese è costituito per la maggior parte dai capannoni della fabbrica che costeggiano la strada statale 66; nelle vicinanze, sempre ad opera della S.M.I., nascono le prime case operaie. Tra il 1930 ed il 1935 il paese si amplia per poter ospitare gli operai, gli impiegati e i dirigenti. Alle abitazioni si aggiungono una serie di edifici: un asilo, una scuola, la chiesa dedicata a Santa Barbara e altri servizi pubblici.
Gli impianti assumono grande rilevanza durante le guerre mondiali e furono anche una delle maggiori industrie italiane per quanto riguarda il settore della lavorazione dei laminati in bronzo, ottone ed alluminio.
Nel 1926 il paese viene collegato alla stazione ferroviaria di Pracchia attraverso la Ferrovia Alto Pistoiese nata principalmente per supportare la locale produzione industriale.
Nel 1937 hanno inizio i lavori di costruzione dei rifugi antiaerei: un complesso di gallerie scavate nella roccia sotto il perimetro dell'area degli stabilimenti. 
Dopo la seconda guerra mondiale la S.M.I. ha continuato ad essere, fino agli anni ottanta, il cuore dell'economia della montagna pistoiese. In seguito ha visto un progressivo declino fino alla sua definitiva chiusura avvenuta nel 2006. 
Attualmente gli edifici sono stati ristrutturati, parzialmente convertiti in museo e messi in vendita per il rilancio dell'economia locale.

## Toponimo
Il toponimo Campo Tizzoro (spesso scritto Campotizzoro) si pensa possa derivare da campus thesauri, campo del tesoro (con possibili riferimento a Catilina) oppure dalla parola "tizzi" (abbreviazione di tizzone) a causa dei fuochi accesi per bruciare le salme dei cadaveri all'indomani della battaglia. Anche altre interpretazioni sono legate al combattimento: campus tentorium, campo per l'attendamento e anche campus contentorium, campo dello scontro. Un'altra interpretazione sarebbe legata alla geografia del luogo derivando il nome Tizzoro dal latino tensus, disteso, inteso in questo caso nel senso di pianeggiante.
È nota anche la denominazione Campo di Zoro, utilizzata per la stazione ferroviaria. Tutt’altra ipotesi, qualora ci fosse un’origine celtica del nome, è la derivazione da Artoz’’, campo diboscato, pianeggiante. Essendo i Celti presenti in numerose zone dell’Appennino tosco emiliano e certamente nelle alture Apuane e parte della Garfagnana, poco distanti dalla valle di Campo Tizzoro. Un esempio è Artoz (Domegge di Cadore, Bl): attuale Nartóz, «prato disboscato con ampio tratto pianeggiante». Forse dal celtico arto- ‘orso’ + suffisso *-ŭcĕus (M. T. Vigolo), o da un nome di persona in Art(o)-. Cfr. Artegna e Artogne. Attestato: in Artoz (1768).

## Monumenti e luoghi d'interesse

### Architettura religiosa
- Chiesa di Santa Barbara: progettata dall'architetto Carlo Ottavio Marchetti e terminata dall'architetto Medeo Lavini, la chiesa si presenta con una veste tipica delle chiese romaniche toscane semplificata ed essenzializzata secondo uno stile razionalista.

### Architettura civile
- Edifici scolastici: un edificio per l'asilo e uno per tutti gli altri ordini, costruiti ai due lati della strada statale nei pressi del fosso Maresca. I due edifici, realizzati con mattoni a facciavista e dotati di ampie vetrate, presentano una struttura semplice e ispirata al razionalismo italiano, unica in tutta la montagna pistoiese.

### Archeologia industriale
- Rifugi antiaerei: insieme di gallerie scavate nella roccia sotto il perimetro dell'area degli stabilimenti. Le gallerie si trovano ad una profondità compresa tra i 15 e i 30 metri sotto il suolo; l'accesso avveniva mediante 9 pozzi, protetti esternamente da una cupola a forma di cuspide in cemento armato, ubicati strategicamente rispetto ai vari reparti della fabbrica. La discesa avveniva mediante due rampe di scale elicoidali che permettevano il deflusso rapido degli operai e della popolazione di Campo Tizzoro: in alcune prove effettuate in periodo bellico 6 000 persone circa furono evacuate in circa 3 minuti. All'interno il sistema di protezione era dotato di circa 6 000 posti a sedere, un reparto di primo soccorso, una cappella con oratorio e servizi igienici. I pozzi erano inoltre dotati di chiusure stagne con un sistema di ricambio e bonifica dell'aria in caso di attacchi con gas; tutto il sistema delle gallerie era dotato di un sistema autonomo di illuminazione da utilizzare in caso di emergenza.

## Cultura

### Musei
- Museo e Rifugi S.M.I.: ubicato nella ex palazzina della direzione dello stabilimento S.M.I., il museo raccoglie macchinari per la produzione ed il controllo delle munizioni in essa prodotti, reperti ed oggetti utilizzati nella fabbrica. Inoltre sono visitabili anche i rifugi antiaerei costruiti negli anni trenta sotto il perimetro della fabbrica e recentemente in parte ripristinati.